# Gute Veterinärmedizinische Praxis
Der Begriff Gute Veterinärmedizinische Praxis (GVP) bezeichnet ein System zur systematischen Führung einer Tierarztpraxis oder -klinik, um im Haftpflichtfall mehr und bessere Nachweise erbringen zu können, um die Kundenbindung zu erhöhen, die Mitarbeiterzufriedenheit zu verbessern und Arbeitsabläufe zu strukturieren.
Diese wurden vom Bundesverband praktizierender Tierärzte in Anlehnung an DIN EN ISO 9001ff. erstellt, um ein praktikableres Qualitätsmanagementsystem für Tierärzte verfügbar zu haben.

## Regelkreis des Qualitätsmanagements
Großer Wert wird auf die kontinuierliche Verbesserung der Prozesse gelegt. Erfahrungen daraus fließen wieder zurück in die Planung, so dass ein Regelkreis (Demingkreis) entsteht:
- Qualitätsplanung – es wird ein Ist-Zustand ermittelt und die Rahmenbedingungen für das Qualitätsmanagement festgelegt. Danach werden Konzepte und Abläufe erarbeitet.
- Qualitätslenkung – die in der Planphase gewonnenen Ergebnisse werden umgesetzt (QFD, FMEA).
- Qualitätsprüfung – Auswerten qualitativer und quantitativer Qualitätsinformationen (Kosten-Nutzen-Betrachtungen, überprüfen von gemachten Annahmen).
- Qualitätsverbesserung – aus vorheriger Phase gewonnene Informationen werden für Strukturverbesserungsmaßnahmen und Prozessoptimierung eingesetzt. Erfolge und Ergebnisse werden kommuniziert.